# Blanchisserie de Grenelle
La Blanchisserie de Grenelle était une entreprise industrielle  de blanchiment, située à Issy-les-Moulineaux, en proche banlieue parisienne. Aujourd'hui détruite, elle se trouvait rue Rouget-de-Lisle, à l'angle de la rue Camille-Desmoulins.

## Description

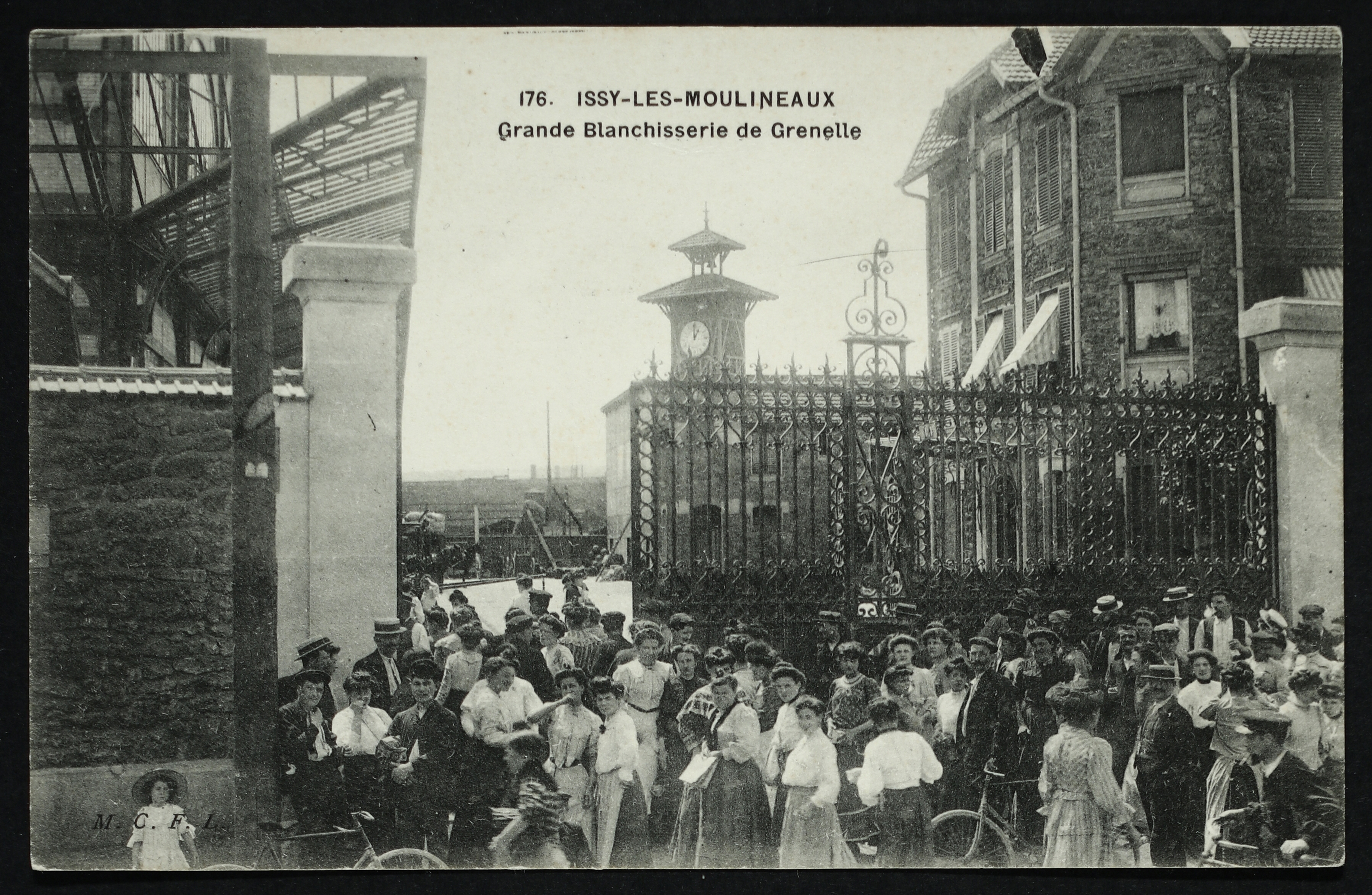
Grande Blanchisserie de Grenelle.

Les trois halles à ossature métallique et baies vitrées proviendraient soit de la Galerie des Machines de l'Exposition universelle de Paris de 1889, soit du Palais de l'Éducation de l'Exposition universelle de 1900. La cheminée culminait à quarante-trois mètres de hauteur.
Le terrain de la blanchisserie était entouré d'un mur en pierre meulière avec un grand portail Art-déco en fer forgé.
La blanchisserie est inscrite à l'Inventaire général du patrimoine culturel sous la référence IA00108554.

## Historique
Entre 1904 et 1905, la Blanchisserie de Grenelle, créée en 1865 à Paris rue de Grenelle puis  située rue Saint-Didier, fait construire  une grande blanchisserie à Issy-les-Moulineaux, par l'architecte Puijalon.
Elle y est attirée par sa main d'œuvre qualifiée, dues à l'ancienneté des buanderies dans le voisinage, dont le travail de lavage et blanchissage existait dans les environs sous l'Ancien Régime, en raison de sources abondantes.
À cette époque, elle fait partie des nombreuses entreprises de la commune créées dès la fin du XIXe, et où notamment la communauté arménienne, nouvellement arrivée, trouva à s'embaucher.

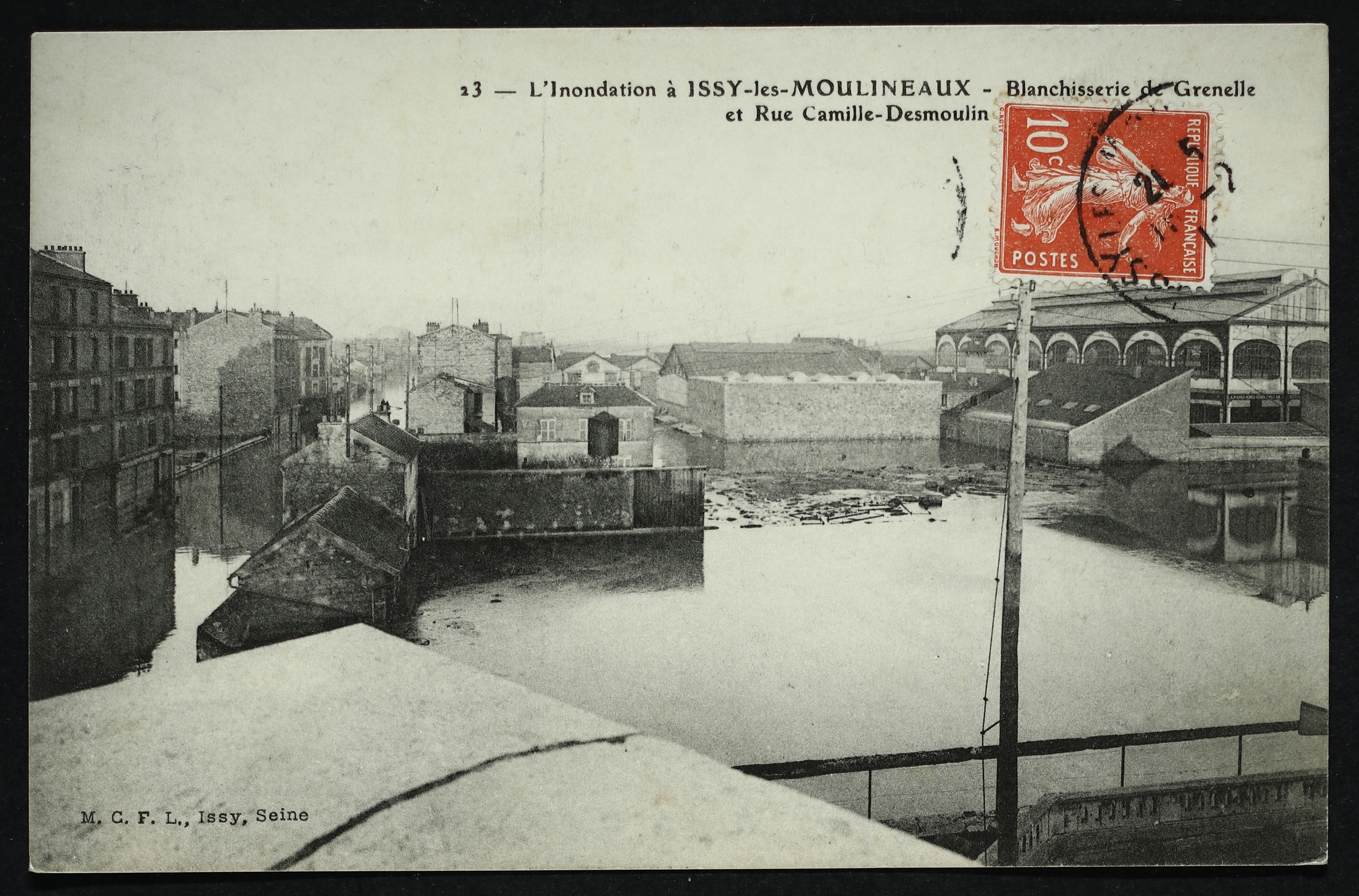
Blanchisserie de Grenelle, inondée lors de la crue de la Seine de 1910.

En 1917, l'entreprise est rachetée par la société Fonteix, créée par Jules Fonteix, propriétaire de plusieurs autres affaires. La blanchisserie s'agrandit vers l'ouest et le sud. En 1923, un puits artésien, fournissant de l'eau à une température de 28 degrés, y fut foré à une profondeur de 479,50 mètres, afin de satisfaire les considérables besoins en eau de cette industrie. Ce forage est effectué dans l'Albien, dernier étage stratigraphique du Crétacé inférieur. Le puits sera abandonné en 1965. L'usine fabrique sa propre eau de javel et sa propre lessive par saponification de graisses animales.
En 1927, un nouveau garage est construit et l'établissement verra l'adjonction de nouveaux bâtiments jusqu'en 1935 puis après cette date, le cabinet d'architecte Puijalon construit un grand bâtiment sous shed.
En 1953, la surface de l'usine est réduite à 24 936 m2. En 1978, la blanchisserie devient société Interlinge. Elle se spécialise alors dans le blanchissement du linge militaire, des hôpitaux et hospices. À cette date, elle compte environ 10 000 clients. Connaissant de grosses difficultés financières, l'entreprise ferme en 1987. Les bâtiments furent détruits et remplacés par des immeubles de bureaux au début des années 1990. Une des nouvelles voies publiques créées sur l'ancien site de l'usine porte le nom d'allée de Grenelle. 

## Personnalités y ayant travaillé
- L'abbé Jean Boyer y fut prêtre ouvrier, et licencié pour cette raison[7].
- Charles Coste (né en 1924), cycliste professionnel et champion olympique aux Jeux de Londres en 1948, y fut commercial après la fin de sa carrière sportive, de 1959 jusqu'à sa retraite en 1986 [8].

## Dans la culture populaire
La blanchisserie est citée dans le roman Malheureuse ! de Philippe de Kersaint (1869-1919).